# 파트리스 드 마크 마옹
파트리스 드 마크 마옹(Patrice de Mac Mahon, 1808년 6월 13일~1893년 10월 17일)는 프랑스의 군인이자 정치인이다. 또한 마크 마옹은 귀족으로, 초대 마장타 공작 및 마크 마옹 백작 작위를 가졌다.
마크 마옹은 프랑스로 망명한 아일랜드 귀족 집안에서 태어나서 육군사관학교를 졸업하고, 20세부터 37세까지 알제리에서 군무에 종사하였다. 그는 1853년 크림 전쟁에 출정하고 원수로 승진하였다. 1870년의 프로이센-프랑스 전쟁에서는 제l군 사령관이 되었으나, 작전에서 실패하였으며, 9월에 세당 근처에서 중상을 입고 포로가 되었다. 1871년 3월 파리 코뮌에 대항하여 베르사유 정부군의 총사령관으로 복귀하였으며, 코뮌을 괴멸시켰다.
1873년 5월 왕당파의 추대로 티에르에 이어 대통령이 되었다. 그러나 행정면에 수완이 없어 그가 기대하던 왕정복고의 계획은 실현되지 않았다. 1875년의 헌법제정을 거쳐 7년제의 대통령 임기를 실현시킨 후에도 여전히 왕당파의 입장을 추진했으나, 공화파에 밀려 1879년 정계를 떠났다.

## 생애

### 상원의원직과 알제리 추가 복무
프랑스 귀환 후 마크 마옹은 많은 훈장을 받았고 상원의원으로 임명되었다. 더 활동적인 삶을 바라며 그는 프랑스 본토의 군 고위직을 거절하고 알제리로 돌아가서 카빌리족 (베르베르족의 일파) 과 맞섰다. 프랑스에 있을 때 그는 상원의원으로서 펠리체 오르시니의 나폴레옹 3세 암살미수로 인해 발의된 안보 정책에 대한 위헌 법률에 반대했다.

### 마젠타: 프랑스 원수
마크 마옹은 1859년 이탈리아 전역으로 유명해졌다. 마젠타 전투에서 그는 자신의 부대를 윗선의 명령 없이 중요한 순간에 진격시켜 프랑스의 승리를 가져왔다. 그는 이 행위로 황제 나폴레옹 3세에 의해 프랑스 원수로 임명되었고, 마장타 공작위를 받았다.

### 알제리 총독
1861년 마크 마옹은 프로이센 왕 빌헬름 1세의 대관식에서 프랑스 대표로 참석했다. 1864년 그는 알제리 총독으로 임명되었다. 마크 마옹은 이 임명으로 유명해지지는 않았다. 그가 몇 가지 개혁들을 단행하기 시작하자 수많은 불만들이 그에게로 향했다. 1870년 초, 그는 나폴레옹 3세에게 사표를 냈다. 훗날 안좋게 끝나버린 올리비에 내각이 만들진 후 황제는 그의 알제리 계획을 버리고 마크 마옹을 다시 불러들였다.

### 전쟁과 파리 코뮌
마크 마옹은 보불전쟁에 참여했다. 알자스에서 그는 여러 차례 패배했고, 스당 전투에서 부상을 입었다. 전체적으로 그의 책략은 혼란스러웠고 우유부단으로 특정된다. 9월 1일 그는 스당 항복으로 포로가 되었다.
1871년 그는 프랑스 제 3 공화국의 명령으로 가혹하게 파리 코뮌을 진압하고 수많은 사람들을 죽이거나 생포한 베르사유 정부군의 수장으로 임명되었다. 1871년 1월 프랑스는 프로이센에 항복했고, 베르사유에 새 과도정부를 세웠다. 파리의 급진파들은 이 정부를 거절하고 파리 코뮌을 세웠다. 1871년 5월 마크 마옹은 파리 코뮌에 맞서 베르사유 정부의 군대를 이끌었다. 나중에 La Semaine Sanglante (피로 물든 주) 라고 불린 격렬한 싸움 속에서, 마크 마옹의 정부군은 코뮌을 박살내고 많은 코뮌 지지자들을 처형했다. 그는 이 일로 비난받지 않았고 오히려 우파에게 있어 시대의 영웅으로 추켜세워졌다.

### 공화국의 대통령
인기에 힘입어 마크 마옹은 1873년 5월 24일 아돌프 티에르의 뒤를 이어 왕당파 다수에 의해 프랑스 대통령으로 선출되었다. 총리 쥘 뒤포르를 경질시킨 후 그는 왕당파인 알베르 드 브로이 공작을 총리직에 임명해 왕정 복고를 계획했으나 복위 실패로 7년제 대통령제에 투표한다. 그 결정은 파리 주식시장 공채 가격을 뛰게 했다.
'그는 독실한 왕당파였음에도 불구하고 1873년 11월 샹보르 백작과 만나지 않았으며 백작의 요구와 공화국 대통령으로서의 의무가 결합될 수 있다고 생각하지 않았다' 총리 브로이 공작과 함께 그는 일련의 '도덕적 질서 (일종의 우파 연정)'를 꾀했다. 1873년 11월 9일 국회에서는 그의 임기를 7년으로 수정했고, 1874년 2월 4일 그는 7년간 법적 질서를 존중하겠다고 선언했다. '정당을 초월하는 것'을 선호하던 그는 1875년 1-2월에 진행된, 마침내 공화정을 프랑스의 법적인 정치 체제로 확립한 '기본법' 제정에 참여하여 오히려 그것을 돕기까지 했다. (1875년 1월 30일 국회의원 왈롱의 법안 수정 참고)
마크 마옹은 의회에서보다 국가에 더 책임감을 가졌는데 이는 훗날 갈등을 불러온다. 1875년 9월 26일, 그는 제 3군의 대규모 훈련을 준비하고자 외르의 베르농에 며칠을 머물렀다. 공화파가 다수를 차지한 1876년 프랑스 총선으로 인해, 그는 주저하며 공화파가 지배적인 뒤포르 3기, 뒤포르 4기, 쥘 시몽 내각 성립에 동의했다. 1875년 6월 23일 밤부터 24일에, 가론에서 심각한 홍수가 났다. 뭐라 말할 수 없이 도시는 파괴되었고 그는 이렇게 말했다 '물...물...!' 구청장은 이렇게 답했다. '다시끔, 대통령 각하, 당신은 오직 위만 보고 계십니다'
포로가 된 교황 비오 9세 (당시 이탈리아는 막 통일되었고 교황은 실권 다 잃어가던)의 상황에 프랑스 정부의 공명을 요구한 푸아티에, 님, 네브의 주교들의 요청은 좌파로부터 발의된 '교회지상주의 저지'라는 의회 결의안에 대응한 것이었다. (1877년 5월 4일) 12일이 지난 후 마크 마옹은 쥘 시몽에게 사임을 요구했으며, 브로이 공작하의 보수내각을 수립하였다. 그는 상원에 의회 해산을 설득했고, 나라 이곳 저곳을 다니며 공화국을 뒤엎기를 원하지 않는다며 보수 정권의 선거 승리를 확신시켰다. 이것은 5.16 헌정위기라고도 부른다.
하지만 뒤따른 10월 14일 선거는 좌파에게 120석 의석 중 대부분을 내주었고, 브로이 내각은 11월 19일 사임했다. 마크 마옹은 먼저 로슈부에 장군이 이끄는 내각을 수립하고자 했으나, 의회는 그를 반대했으며, 로슈부에는 다음날부터 사임했고, 마크 마옹은 뒤포르를 그를 다시 죄파 내각의 수장으로 임명할 수 밖에 없었다.
1879년 1월 5일 상원의원 선거로 인해 좌파에게 국회가 넘어갔으며, 더 이상 어떠한 국회 지지자들도 빼앗기지 않으려던 마크 마옹은 몇몇 장군들의 지휘권 박탈법령에 서명을 거부한 후인 1879년 1월 30일 사직하길 선택했다. 1877년 8월 15일날 레옹 강베타는 '대통령은 두가지 선택밖에 없다 : 굴복하거나 사임하거나.'라 표현했다. 공화파 쥘 그레비는 8시간 후 그의 직위를 승계했다.

## 역대 선거 결과
| 선거명      | 직책명 | 대수 | 정당     | 득표율 | 득표수 | 결과 | 당락 |
| ----------- | ------ | ---- | -------- | ------ | ------ | ---- | ---- |
| 1873년 선거 | 대통령 | 3대  | 정통주의 | 99.74% | 390표  | 1위  |      |